# Nothoscordum luteomajus
Nothoscordum luteomajus  (лат.) — вид травянистых растений подсемейства Луковые (Allioideae) семейства Амариллисовые (Amaryllidaceae).
Произрастает в Южной Америке, в естественных условиях встречается на территории Бразилии в штате Парана.
Вид описан в 2001 году чилийским ботаником Педро Феликсом Равенной, тип из южной Бразилии.